# Merćez
Merćez (cyr. Мерћез) – wieś w Serbii, w okręgu toplickim, w gminie Kuršumlija. W 2011 roku liczyła 17 mieszkańców.